# تاکوو، اوب
تاکوو (صربی: Takovo}} یک منطقهٔ مسکونی در صربستان است که در Ub Municipality واقع شده‌است.
 تاکوو ۱۵٫۲۵ کیلومتر مربع مساحت و ۸۸۳ نفر جمعیت دارد و ۹۲ متر بالاتر از سطح دریا واقع شده‌است.